# ד
Dálet es la cuarta letra del alfabeto hebreo que representa el sonido consonántico /d/. Equivale a la delt fenicia (𐤃).
| Variantes ortográficas      | Variantes ortográficas      | Variantes ortográficas      | Variantes ortográficas | Variantes ortográficas |
| Varias fuentes de impresión | Varias fuentes de impresión | Varias fuentes de impresión | Cursivo                | Rashi                  |
| Serifa                      | Sans-serif                  | Monoespaciado               | Cursivo                | Rashi                  |
| --------------------------- | --------------------------- | --------------------------- | ---------------------- | ---------------------- |
| ד                           | ד                           | ד                           |                        |                        |

El nombre de la letra es דָּלֶת

## Nombre
La letra se llama dalet en la pronunciación hebrea israelí moderna (comp´arese con tav. Es pronunciado dales todavía por muchos judíos de origen asquenazí y dalez por judíos de origen del Medio Oriente, especialmente en la diáspora judía. En algunos círculos académicos se llama daleth, siguiendo la pronunciación hebrea tiberiana. También se le puede llamar daled. La ד,  igual que la D en español, representa una oclusiva alveolar sonora, aunque puede haber variedades sutiles del sonido que se crea cuando se habla.

## Pronunciación
Dalet puede recibir un dagesh, siendo una de las seis letras que pueden recibir Dagesh Kal (como gimel). Hay variaciones menores en la pronunciación de esta letra, como
- ד dhalet /d/ (/ð/ entre yemenitas, mizrajim y algunos sefardíes ; /z/ entre algunos Ashkenazim.) o
- דּ dalet /d/.

Además, en hebreo moderno, la combinación ד׳ (dalet seguida de geresh) se utiliza al transcribir nombres extranjeros para denotar /ð/.

## Significado
En gematría, dalet simboliza el número cuatro.
La letra dalet, junto con he (ה) (y muy raramente gimel (ג)) se utiliza para representar los nombres de Dios en el judaísmo. La letra He se usa comúnmente y la dalet es más rara. Un buen ejemplo es el keter (corona) de un talit, que tiene la bendición de recibir el tallit y tiene el nombre de Dios generalmente representado por un dalet. Una razón para esto es que He se usa como abreviatura de HaShem "El Nombre" y el dalet puede ser una forma no sagrada de referirse a Dios.
Dalet como prefijo en arameo (el idioma del Talmud) es una preposición que significa "aquello", o "cuál", o también "desde" o "de"; dado que muchos términos talmúdicos han llegado al hebreo, se puede escuchar la dalet como prefijo en muchas frases (como en Mitzvá Doraitah ; una mitzvá de la Torá).
En hebreo moderno, la frecuencia del uso de dalet, de todas las letras, es del 2,59%.

## Codificación
| Carácter      | ד                   | ד                   |
| ------------- | ------------------- | ------------------- |
| Unicode       | HEBREW LETTER DALET | HEBREW LETTER DALET |
| Codificación  | decimal             | hex                 |
| Unicode       | 1491                | U+05D3              |
| UTF-8         | 215 147             | D7 93               |
| Ref. numérica | &#1491;             | &#x5D3;             |